# Пробуждение (Сармановский район)
Пробуждение — деревня в Сармановском районе Татарстана. Входит в состав Петровско-Заводского сельского поселения.

## География
Находится в восточной части Татарстана на расстоянии приблизительно 13 км на запад-северо-запад по прямой от районного центра села Сарманово на автомобильной дороге Заинск-Сарманово.

## История
Основана в 1920-х годах.

## Население
Постоянных жителей было: в 1938 году — 236, в 1949—210, в 1958—172, в 1970—115, в 1979—142, в 1989 — 34, 148 в 2002 году (татары 66 %), 118 в 2010.